# Aktív időbeli elhatárolás
A számvitelben az aktív időbeli elhatárolás olyan eszközjellegű tétel, amely a tárgyidőszak bevételeit és ráfordításait helyesbíti, az összemérés számviteli elvének megfelelően. Az aktív időbeli elhatárolások a vállalkozás tárgyidőszaki eredményét növelik, azáltal, hogy 
- a már elszámolt, de nem a tárgyidőszakra vonatkozó költségek összegét csökkentik vagy
- a még be nem folyt és ki sem számlázott, de a tárgyidőszakot illető bevételek összegét számba veszik.

Példa:
- költség elhatárolására: az előre kifizetett bérleti vagy szolgáltatási díjból a következő évre vonatkozó résszel csökkentjük a tárgyidőszak költségeit;
- bevétel elhatárolására: a tárgyidőszakra járó kamatot, aminek a pénzügyi rendezése csak a következő évben esedékes, előre elszámoljuk bevételként.